# Másari
Másari är en ort i Cypern.   Den ligger i distriktet Eparchía Lefkosías, i den centrala delen av landet, 26 km väster om huvudstaden Nicosia. Másari ligger 145 meter över havet och antalet invånare är 189. Den ligger på ön Cypern.
Terrängen runt Másari är huvudsakligen platt, men norrut är den kuperad.Trakten runt Másari är ganska tätbefolkad, med 108 invånare per kvadratkilometer. Närmaste större samhälle är Mórfou, 7,7 km väster om Másari. Trakten runt Másari är i huvudsak ett öppet busklandskap.